# Ivan Kankrin
Contele Ivan Viktorovici Kankrin (în rusă Иван Викторович Канкрин; n. 1860 – d. după 1917) a fost un om de stat și senator rus, guvernator al Basarabiei între anii 1908 – 1912.

## Biografie
Kankrin s-a născut într-o familie nobilă ereditară din gubernia Ekaterinoslav. În aceeași gubernie a deținut peste 10.000 de zeciuieli în moșia din satul Veselianka, ținutul Aleksandrovsk.
A studiat la Facultatea de Drept a Universității din Kiev. În 1877, a abandonat cel de-al 3-lea an de studii și la 19 decembrie s-a alăturat celui de-al 8-lea Regiment de voluntari, participând la războiul ruso-turc din 1877-1878. În februarie 1878 a fost transferat la Regimentul cavaleresc de gardă, în mai 1880 a fost ridicat în rang de cornet, și în octombrie a aceluiași an s-a retras din militărie.
Între anii 1886–1905 a fost un lider al nobilimii de Aleksandrovsk și magistrat de onoare al aceluiași ținut (din 1888). El a fost unul dintre fondatorii și administrator al Colegiului Tehnic din Aleksandrovsk; din 1901, a fost președinte al consiliului de administrație al instituției. De asemenea, a fost un membru de onoare pe tot parcursul vieții al orfelinatelor de tutelă din ținutul Aleksandrovsk.
În anii 1908–1912 a deținut funcția de guvernator al Basarabiei, fiind anexat la Cancelaria de Stat. În 1913 a fost numit senator, prezent în al doilea departament.
Soarta sa după revoluție nu este cunoscută.

## Legături externe
- ru Известные запорожцы. Канкрин Иван Викторович